# Pequereque
Pequereque ist eine Ortschaft im Departamento Oruro im südamerikanischen Andenstaat Bolivien.

## Lage im Nahraum
Pequereque ist eine Ortschaft im Kanton Challapata im Municipio Challapata in der Provinz Eduardo Avaroa. Die Ortschaft liegt auf einer Höhe von 3780 m am Südrand des Tacagua-Stausees, eines etwa fünf Quadratkilometer großen Stausees, der den Río Crucero aufstaut.

## Geographie
Pequereque liegt am östlichen Rand des bolivianischen Altiplano vor der Cordillera Azanaques, die ein Teil der Gebirgskette der Cordillera Central ist. Das Klima der Region ist ein typisches Tageszeitenklima, bei dem die täglichen Temperaturschwankungen deutlicher ausfallen als die mittleren jahreszeitlichen Schwankungen.
Die Jahresdurchschnittstemperatur der Region liegt bei 8–9 °C (siehe Klimadiagramm Challapata) und schwankt zwischen 4 °C im Juni und Juli und 11 °C im Dezember. Der Jahresniederschlag beträgt knapp 350 mm, bei einer ausgeprägten Trockenzeit von April bis Oktober mit Monatsniederschlägen unter 15 mm, und nennenswerten Niederschlägen nur von Dezember bis März mit 60 bis 80 mm Monatsniederschlag.

## Geschichte
Pequereque war Schauplatz der Schlacht von Pequereque, die 1813 während der Südamerikanischen Unabhängigkeitskriege stattfand. Dabei wurde Pequereque von den republikanischen Kräften eingenommen.

## Verkehrsnetz
Pequereque liegt in einer Entfernung von 128 Straßenkilometern südöstlich von Oruro, der Hauptstadt des gleichnamigen Departamentos.
Von Oruro führt die asphaltierte Nationalstraße Ruta 1 in südlicher Richtung 116 Kilometer bis Challapata, wo nach Süden die Ruta 30 nach Uyuni abzweigt. Von Challapata aus führt die Ruta 1 zwölf Kilometer nach Nordosten bis Pequereque und von dort weiter über Ancacato und Cruce Culta nach Potosí und weiter nach Tarija und an die argentinische Grenze.

## Bevölkerung
Die Einwohnerzahl der Ortschaft ist in den vergangenen beiden Jahrzehnten um etwa ein Viertel zurückgegangen:
| Jahr | Einwohner         | Quelle       |
| ---- | ----------------- | ------------ |
| 1992 | keine Detaildaten | Volkszählung |
| 2001 | 206               | Volkszählung |
| 2012 | 148               | Volkszählung |
| 2024 |                   | Volkszählung |

Die Region weist einen deutlichen Anteil an Quechua-Bevölkerung auf, im Municipio Challapata sprechen 59,2 Prozent der Bevölkerung Quechua.